# Lijpe
Lijpe, pseudonimo di Abdel Achahbar (Maarssen, 29 ottobre 1993), è un rapper olandese di origine marocchina.

## Biografia
Inizialmente noto come Lijpe Mocro, pubblica il suo primo EP, Van de Bodem naar de Grond, nel 2014, presto seguito da una deluxe edition, firmando anche per l'etichetta TopNotch. Nel 2015 prende parte al progetto collettivo New Wave, insieme ad altri giovani della scena hip hop olandese come Ronnie Flex, Jonna Fraser e Lil Kleine.
Il 27 novembre 2015 pubblica l'album in studio di debutto, dal titolo Levensles. Nel 2016 pubblica Jackpot, mentre il 4 settembre 2017 è la volta del terzo album Zandloper, che raggiunge la vetta della classifica olandese. Nel 2018 pubblica invece l'album Tijdloos insieme al rapper Ismo.
Il 19 ottobre 2018 esce Andere Leven, quinto album del rapper, seguito l'anno successivo da Fastlife, in cui sono presenti artisti come JoeyAK, Boef, S10 e Ardian Bujupi. Tra il 2020 ed il 2021 pubblica tre progetti: Dagboek, Verzegeld, e Selfmade.
Il suo decimo album, intitolato Lijpe, viene pubblicato il 1º dicembre 2022, e presenta le collaborazioni di KA, Frenna e Henkie T.

## Discografia

### Album in studio
- 2015 – Levensles
- 2016 – Jackpot
- 2017 – Zandloper
- 2018 – Tijdloos (con Ismo)
- 2018 – Andere Leven
- 2019 – Fastlife
- 2020 – Dagboek
- 2021 – Verzegeld
- 2021 – Selfmade
- 2022 – Lijpe

### EP
- 2014 – Van de Bodem naar de Grond
- 2024 – Geen Spijt Meer (con Djaga Djaga)